# Boulevard du Palais
Boulevard du Palais je bulvár v Paříži na ostrově Cité. Nachází se na hranici 1. a 4. obvodu. Ulice byla pojmenována po justičním paláci, jehož východní fasáda směřuje na ulici.

## Poloha
Bulvár protíná ostrov Cité od severu k jihu a spojuje mosty Pont au Change a Pont Saint-Michel. Ulice vede od nábřeží mezi Quai de la Corse a Quai de l'Horloge a končí u Quai du Marché-Neuf a Quai des Orfèvres.

## Historie
Trasa ulice patří k nejstarším v Paříži. Vznikla při stavbě mostu Grand-Pont (dnešní pont au Change) na počátku 12. století. První třetina stávajícího bulváru se od roku 1220 nazývala Rue Saint-Barthélemy podle kostela svatého Bartoloměje, který zbořen za Velké francouzské revoluce. Druhá třetina mezi ulicemi Rue de la Vieille-Draperie a Rue de la Calandre nesla jméno Rue de la Barillerie (bečvářská) podle obchodníků se sudy a bečkami, kteří v ní bydleli. Jižní třetina se nazývala Rue du Pont Saint-Michel podle mostu, který zde byl postaven v roce 1378, aby ulehčil provoz na Petit-Pont. V 15. století vlivem rozšiřování paláce k východu došlo ke změně vedení ulice a jejímu zakřivení.
V roce 1702 bylo v Rue du Pont-au-Change 78 domů a 8 luceren. V roce 1787 přeměnil architekt Nicolas Lenoir křižovatku Rue de la Vieille-Draperie a Rue de la Barillerie na náměstí Place du Palais-de-Justice.
V 19. století byla celá ulice nazývána Rue de la Barillerie.
Dne 23. září 1858 bylo rozhodnuto o rozšíření bulváru Sébastopol mezi Pont au Change a Pont Saint-Michel v rámci přestaveb barona Haussmanna. Nová ulice, 30 m široká, vedla ke zničení Rue de la Barillerie a Place du Palais-de-Justice. Nejprve se jmenovala Boulevard de Sébastopol, od roku 1864 se nazývala Boulevard du Palais.

## Významné stavby
- Tribunal de commerce de Paris
- Policejní prefektura
- dům č. 7: městský palác slouží jako služební sídlo policejního prefekta
- dům č. 9: městský palác využívá Hasičská brigáda v Paříži
- Justiční palác včetně přístupu k Sainte-Chapelle